# Canarium sumatranum
Canarium sumatranum är en tvåhjärtbladig växtart som beskrevs av Boerl. & Koord.. Canarium sumatranum ingår i släktet Canarium och familjen Burseraceae. Inga underarter finns listade i Catalogue of Life.